# John Petersson
John Petersson (født 22. januar 1970, København, Danmark) er tidligere præsident for den europæiske Paralympiske Komité og tidligere konkurrencesvømmer fra Danmark. Han er på nuværende tidspunkt et af de 12 medlemmer af den internationale Paralympiske Komité og formand for Parasport Danmark. Tidligere har han været næstformand i Dansk Handicap Idræts-Forbunds (Parasport Danmark) bestyrelse siden 2000. Petersson er statsautoriseret revisor, og studerede på Handelshøjskolen i København.

## Paralympiske karriere
John Petersson deltog for første gang i De Paralympiske Lege i 1984 og sluttede sin karriere på De Paralympiske Lege i Sydney i 2000. Det var i 1988, at han af en journalist gav John Petersson tilnavnet "Piskeriset", som har bevaret ved hans side. John Petersson vandt i alt 15 Paralympiske medaljer i sin karriere. 
- De Paralympiske Lege (1984-2000): 6 guld, 2 sølv og 7 bronze, 6 verdensrekorder
- 3 VM (1986-1998): 4 guld, 3 sølv, 2 bronze, 4 verdensrekorder
- 1 EM (1995): 2 guld, 1 sølv, 1 bronze.